# دانشگاه سنت سیریل اند متدیوس
دانشگاه سنت سیریل اند متدیوس (مقدونی: Универзитет „Св. Кирил и Методиј“ во Скопје) دانشگاه دولتی مستقر در شهر اسکوپیه، مقدونیه شمالی است، که در سال ۱۹۴۹ تأسیس شد.